# NGC 4298
NGC 4298 este o galaxie spirală situată în constelația Părul Berenicei. A fost descoperită în 1784 de către William Herschel. Se află la o distanță de 13 megaparseci de Pământ.